# 山口県道133号根笠周東線
山口県道133号根笠周東線（やまぐちけんどう133ごう ねがさしゅうとうせん）は、山口県岩国市を通る一般県道である。

## 概要
岩国市美川町根笠から岩国市周東町獺越（おそごえ）に至る。

### 路線データ
- 起点：岩国市美川町根笠（山口県道5号周東美川線交点）
- 終点：岩国市周東町獺越（山口県道5号周東美川線交点）

## 歴史
- 1969年（昭和44年）4月1日 - 山口県告示第279号により認定される。
- 1972年（昭和47年） - 山口県の県道番号再編により現行の路線番号に変更される。
- 2006年（平成18年）3月20日 - 岩国市と玖珂郡に属する町村（和木町を除く）が対等合併して改めて岩国市が発足したことに伴い全線が岩国市域のみを通る路線になり、併せて起終点の地名表記が変更される。

## 地理

### 通過する自治体
- 山口県
  - 岩国市

### 交差する道路
| 交差する道路          | 交差する場所           | 交差する場所 |
| --------------------- | ---------------------- | ------------ |
| 山口県道5号周東美川線 | 美川町根笠             | 起点         |
| 山口県道5号周東美川線 | 周東町獺越（おそごえ） | 終点         |

### 沿線
- 地底王国 美川ムーバレー